# Yoas Ier
Yoas Ier d'Éthiopie (né vers 1740 et mort en 1769) fut Négus d’Éthiopie sous le nom de Adyam Sagad II de 1755 à 1769.

## Biographie
À la mort de Iyasou II, Yoas, le fils aîné d’Ouèbi, épouse Galla du négus, encore enfant, est proclamé sur la haute tour du palais. Les Galla du Wello deviennent plus forts, surtout que la puissance des seigneurs du Qouara, parents de Méntaweb, la femme de Bacaffa l'Impitoyable et grand-mère de Yoas, est diminuée par d’autres chefs en voie de se rendre indépendants : le Choa, déjà séparé de l’empire, le Lasta sous les descendants des rois Zagwés, Ras Mikaël dans le Tigré, qui obtient pour son fils, puis pour lui, d’épouser des princesses filles de Méntaweb et conquiert le Lasta, prétendument pour le compte du souverain.
Yoas est déposé en faveur de son grand-oncle Yohannes II le 7 mai 1769 et étranglé dans son palais de Gondar le 14 mai suivant. C'est le début de la période des Masâfént.